# Euxoa luctuosa
Euxoa luctuosa là một loài bướm đêm trong họ Noctuidae.